# Maserati Sebring
Maserati Sebring — дводверний спортивний автомобіль класу гран-турізмо італійської компанії Maserati, що вироблявся впродовж 1962–1967 років у кількості 591 екземпляр. Модель була розроблена на основі Maserati 3500, отримавши коротшу на 70 мм колісну базу. Випускалась з кузовами купе, кабріолет.

## Історія
На початку 1960-х років модель Maserati 3500 1957 року все гостріше відчувала конкуренцію зі сторони інших новіших моделей інших виробників спортивних авто. Було вирішено створити нову модель Maserati, що заповнила б прогалину поміж Maserati 3500 та ексклюзивною Maserati 5000 GT, відповідаючи модерним критеріям.
Нова модель початково отримала позначення 3500 GTI S, але 1964 року була названа Maserati Sebring на честь перемоги на етапі Світового чемпіонату спортивних автомобілів у Сібрінгу, Флорида. 1957 року Хуан-Мануель Фанхіо/Жан Бехра* (Maserati 450S) і Гаррі Шелл*/Стірлінг Мосс (Maserati 300S) здобули подвійну перемогу на трасі у Сібрінгу (англ. Sebring International Raceway).

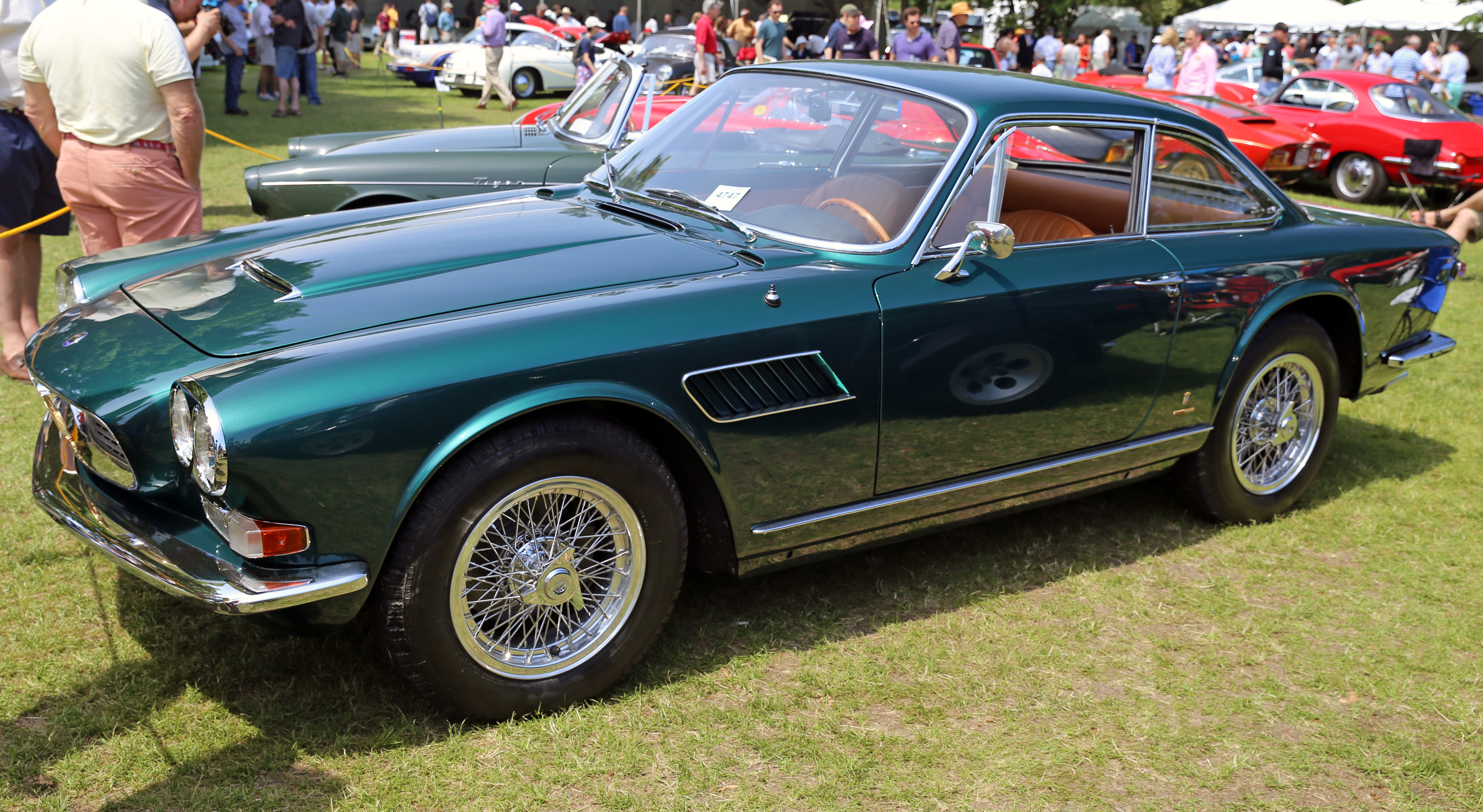
Maserati Sebring. Серія ІІ. 1965

У листопаді 1961 року виготовили перший прототип з кузовом 2+2 купе, який презентували на Женевському автосалоні у березні 1962 року. Серійне виробництво розпочали наприкінці літа того ж року. Модель випускали двома серіями. У першій (1962–1965) виготовили 348 машин, у другій (1965–1970) 243 машини. У останні роки виготовили обмежену кількість Maserati Sebring. Виробництво компонентів припинили 1969 року, а 1970 року зібрали останній екземпляр.
Серію II презентували у березні 1965 року на Женевському автосалоні. Нова модифікація відрізнялась новим мотором, автоматичною коробкою передач, кондиціюванням повітря та зовні подвійними фарами в овальному обрамленні, задніми ліхтарями, панеллю приладів.

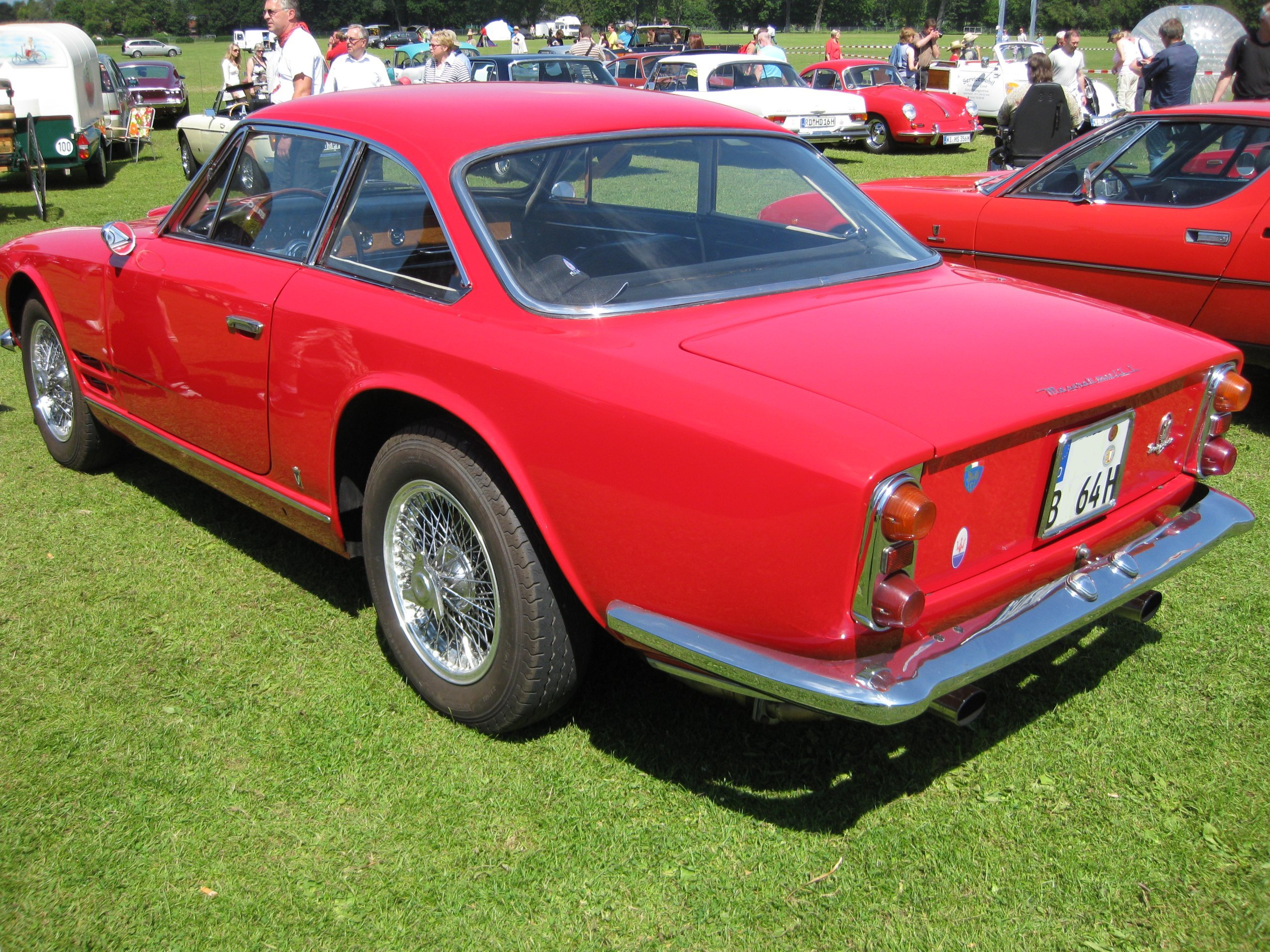
Maserati 3500 GTI S. Серія І. Задні ліхтарі

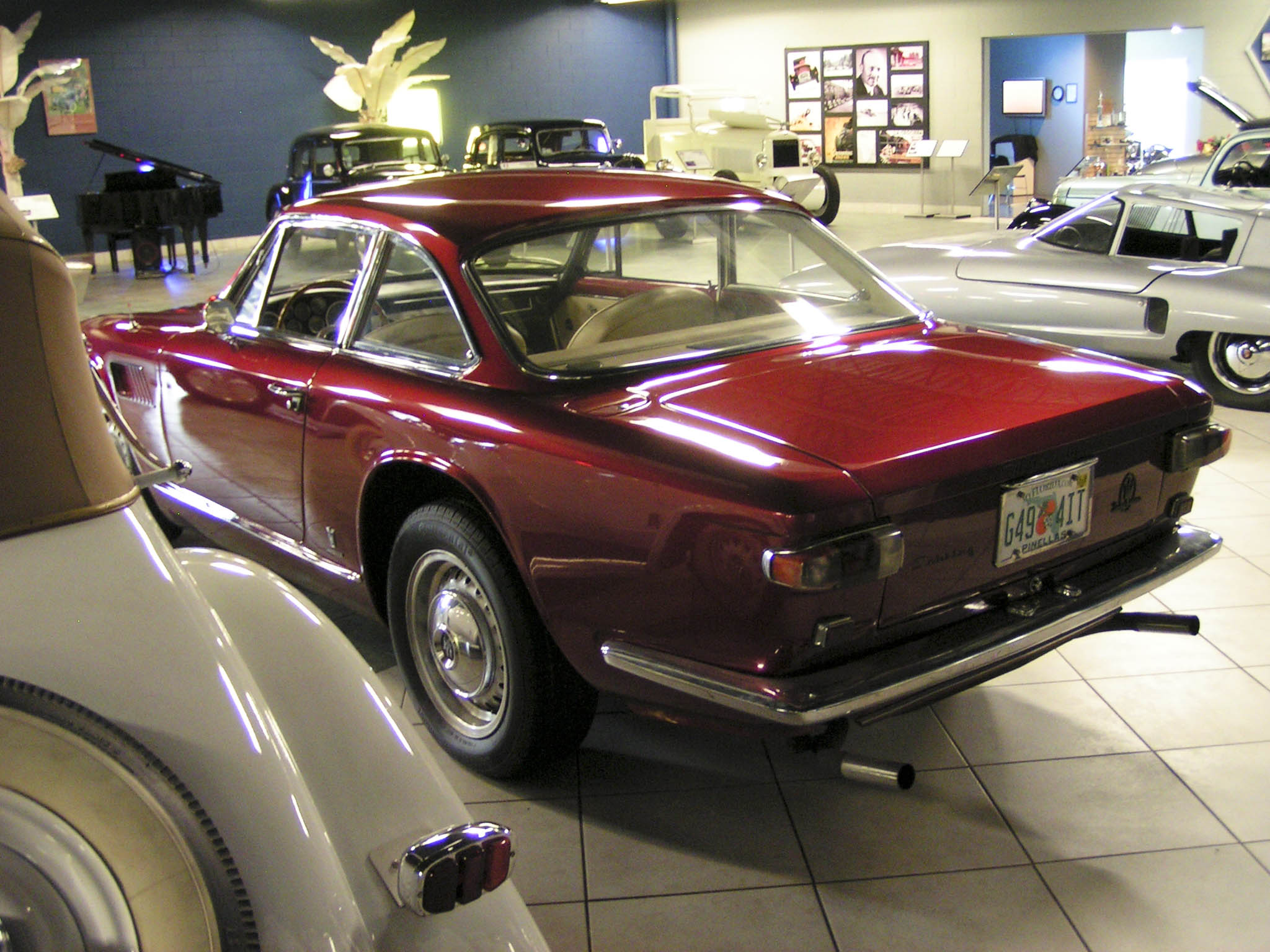
Maserati Sebring. Серія ІІ. Задні ліхтарі

## Конструкція
Було виготовлено три модифікації Maserati 3500 GTI S / Maserati Sebring, що відрізнялись поміж собою 6-циліндровими рядними моторами. Модифікація 3500 GTI S (1962–1965) отримала мотор об'ємом 3485 см³, потужністю 235 к.с. при 5500 об/хв; 3700 GTI Sebring (1964–1966) з мотором об'ємом 3694 см³ потужністю 245 к.с. при 5200 об/хв; 4000 GTI Sebring (1966–1969) з мотором об'ємом 4014 см³ потужністю 255 к.с. при 5200 об/хв.